# Pedro Porro
Pedro Antonio Porro Sauceda (* 13. září 1999 Don Benito) je španělský profesionální fotbalista, který hraje na pozici pravého obránce nebo záložníka za anglický klub Tottenham Hotspur FC a za španělskou reprezentaci.

## Klubová kariéra

### Girona
Svou kariéru zahájil v akademii Girony a v roce 2018 byl povýšen do A-týmu. Porro debutoval v La Lize 17. srpna 2018, kdy nastoupil na pravém kraji zálohy v domácím utkání proti Realu Valladolid (0:0). Svůj první profesionální gól vstřelil 31. ledna 2019, kdy se postaral o jedinou branku svého týmu při pohárové prohře 1:3 na hřišti Realu Madrid.

### Manchester City
V roce 2019 se Porro upsal Manchesteru City z Premier League, kam přestoupil za částku okolo 13 milionů eur (11 milionů liber). Po podpisu smlouvy s Manchesterem City odešel Porro na roční hostování do Realu Valladolid. Real Valladolid se rozhodl neuplatnit opci na trvalý přestup a poté, co odehrál 13 ligových zápasů a pomohl Pucelanos k 13.

### Sporting CP
Dne 16. srpna 2020 se Porro připojil ke Sportingu CP na dvouleté hostování s opcí do 30. června 2022. 1. října 2020 debutoval v dresu Sportingu při domácím vítězství 1:0 nad Aberdeenem ve třetím předkole Evropské ligy UEFA. Porro debutoval v lize při venkovním vítězství 2:0 proti Paçosu de Ferreira. Svůj první gól za Leões vstřelil 1. listopadu při výhře 4:0 nad Tondelou. Za své vynikající výkony v klubu byl Porro vyhlášen nejlepším obráncem měsíce Primeira Ligy za tři po sobě jdoucí měsíce, a to od listopadu do ledna 2021. 23. ledna vstřelil Porro jediný gól zápasu při výhře nad Bragou ve finále Taça da Liga. Ve své první sezóně v klubu odehrál 30 zápasů, pomohl Sportingu k ligovému titulu a zároveň byl jmenován do nejlepší jedenáctky soutěže.
Porro pokračoval ve skvělých výkonech i na začátku sezóny 2021/22 za což byl v srpnu a září dvakrát po sobě vyhlášen nejlepším obráncem Primeira Ligy. 24. listopadu vstřelil Porro třetí gól proti Borussii Dortmund při domácím vítězství 3:1 v zápase základní skupiny Ligy mistrů, a zajistil tak svému týmu postup do osmifinále soutěže poprvé od sezony 2008/09.
Krátce poté začal Porro trpět opakovanými zraněními podkolenní šlachy, která ho na dva měsíce vyřadila ze hry. Po zranění se vrátil 29. ledna 2022 a asistencí na branku Pabla Sarabii pomohl týmu ve finále Taça da Liga porazit Benficu 2:1.
Dne 16. května 2022 uplatnil Sporting opci na trvalý přestup ve výši 8,5 milionu eur (7,2 milionu liber) a podepsal s ním tříletou smlouvu. Po úspěšné sezóně, v níž pomohl Sportingu pěti góly a sedmi asistencemi k druhému místu za konkurenčním Portem, byl podruhé za sebou zvolen do nejlepší jedenáctky soutěže.

### Tottenham Hotspur
Dne 31. ledna 2023 odešel Porro do anglického Tottenhamu Hotspur, a to na půlroční hostování s povinnou opcí.

## Reprezentační kariéra
Porro se poprvé objevil v týmu Španělska do 21 let v březnu 2019, a to když mu bylo 19 let. V roce 2021 debutoval i v seniorské reprezentaci, a to 28. března při vítězství 2:1 nad Gruzií.

## Statistiky

### Klubové
K 28. lednu 2023
| Klub                | Sezóna  | Liga           | Liga   | Liga | Národní pohár | Národní pohár | Ligový pohár | Ligový pohár | Evropské poháry | Evropské poháry | Celkem | Celkem |
| Klub                | Sezóna  | Liga           | Zápasy | Góly | Zápasy        | Góly          | Zápasy       | Góly         | Zápasy          | Góly            | Zápasy | Góly   |
| ------------------- | ------- | -------------- | ------ | ---- | ------------- | ------------- | ------------ | ------------ | --------------- | --------------- | ------ | ------ |
| Girona              | 2017/18 | La Liga        | 0      | 0    | 1             | 0             | —            | —            | —               | —               | 1      | 0      |
| Girona              | 2018/19 | La Liga        | 32     | 0    | 2             | 1             | —            | —            | —               | —               | 34     | 1      |
| Girona              | Celkem  | Celkem         | 32     | 0    | 3             | 1             | —            | —            | —               | —               | 35     | 1      |
| Valladolid (host.)  | 2019/20 | La Liga        | 13     | 0    | 2             | 0             | —            | —            | —               | —               | 15     | 0      |
| Sporting CP (host.) | 2020/21 | Primeira Liga  | 30     | 3    | 2             | 0             | 3            | 1            | 2               | 0               | 37     | 4      |
| Sporting CP (host.) | 2021/22 | Primeira Liga  | 23     | 4    | 4             | 0             | 1            | 0            | 7               | 1               | 35     | 5      |
| Sporting CP         | 2022/23 | Primeira Liga  | 14     | 2    | 1             | 0             | 6            | 1            | 5               | 0               | 26     | 3      |
| Sporting CP         | Celkem  | Celkem         | 67     | 9    | 7             | 0             | 10           | 2            | 14              | 1               | 98     | 12     |
| Tottenham Hotspur   | 2022/23 | Premier League | 0      | 0    | 0             | 0             | —            | —            | 0               | 0               | 0      | 0      |
| Celkem              | Celkem  | Celkem         | 112    | 9    | 12            | 1             | 10           | 2            | 14              | 1               | 148    | 13     |

### Reprezentační
K 28. lednu 2023
| Španělsko | Španělsko | Španělsko |
| Rok       | Zápasy    | Góly      |
| --------- | --------- | --------- |
| 2021      | 1         | 0         |
| Celkem    | 1         | 0         |

## Ocenění

### Klubová

#### Sporting CP
- Primeira Liga: 2020/21[26]
- Taça da Liga: 2020/21,[27] 2021/22[20]

#### Tottenham Hotspur
- Evropská liga UEFA: 2024/25

### Reprezentační

#### Španělsko
- Liga národů UEFA: 2020/21 (druhé místo)[28]

### Individuální
- Obránce měsíce Primeira Ligy: listopad 2020, prosinec 2020, leden 2021, srpen 2021, září 2021
- Gól měsíce Primeira Ligy: leden 2021
- Jedenáctka sezóny Primeira Ligy: 2020/21,[29] 2021/22[21]